# Chironomus carbonarius
Chironomus carbonarius är en tvåvingeart som beskrevs av Johann Wilhelm Meigen 1804. Chironomus carbonarius ingår i släktet Chironomus, och familjen fjädermyggor. Arten är reproducerande i Sverige.